# الفرقة البحرية الثانية (الولايات المتحدة)
الفرقة البحرية الثانية تُختصر بالإنجليزية إلى (2st MARDIV) هي فرقة مشاة بحرية تابعة لسلاح مشاة البحرية الأمريكية، تتمركز الفرقة في قاعدة مشاة البحرية في كامب ليجون بولاية نورث كارولينا ويقع مقرها في جوليان سي. سميث هول. وهي بمثابة عنصر القتال البري في قوة الاستطلاع البحرية الأمريكية الثانية (II MEF).
اكتسبت الفرقة البحرية الثانية شهرة خلال الحرب العالمية الثانية، برزت في غوادالكانال وتاراوا وسايبان وتينيان وأوكيناوا.

## كتب
- Johnston، Richard (1948). Follow Me: The Story of the Second Marine Division in World War II. New York: Random House. ASIN:B000WLAD86.

## مواقع إنترنت
- 2nd Marine Division official website
- 2nd Marine Division Association
- Battle Honors of the Six Marine Divisions in World War II
- Crawford، Danny J.؛ Robert V. Aquilina؛ Ann A. Ferrante؛ Lena M. Kaljot؛ Shelia P. Gramblin (2001). "The 2d Marine Division and Its Regiments". History & Museams Division. قوات مشاة بحرية الولايات المتحدة. مؤرشف من الأصل في 2008-12-11. اطلع عليه بتاريخ 2008-12-03.
- World War II Gyrene

- History | History Of Bravo Company 4th Tank Battalion in Desert Storm 1991